# Giewartów
Giewartów – wieś w Polsce położona w województwie wielkopolskim, w powiecie słupeckim, w gminie Ostrowite.
W latach 1954–1972 wieś należała i była siedzibą władz gromady Giewartów. W latach 1975–1998 miejscowość administracyjnie należała do województwa konińskiego.
Giewartów po raz pierwszy był wzmiankowany w 1296 roku. Jego dawna nazwa to Gierwardowo. Stanowił własność szlachecką. W czasach zaborów mieścił się we wsi posterunek graniczny. W drugiej połowie XIX wieku czynna była we wsi olejarnia i niewielka cegielnia. W 1937 polski archeolog - Józef Kostrzewski, odkrył w rejonie wsi ślady osady wczesnośredniowiecznej. 
Giewartów, ze względu na swe położenie nad brzegiem Jeziora Powidzkiego, jest popularnym ośrodkiem wczasowym dla plażowiczów, żeglarzy oraz miłośników nurkowania. Na terenie parku położonego w centrum wsi rośnie okazały dąb Sokół, pochodzący (według tablicy informacyjnej znajdującej się przy drzewie) z XIII wieku. W Giewartowie rozpoczyna się zielony szlak turystyczny, biegnący przez Mieczownicę do Powidza. 
We wsi znajdują się następujące zabytki nieruchome wpisane do krajowego rejestru zabytków:
- kościół parafialny pod wezwaniem Podwyższenia Krzyża Świętego z lat 1907-14 (nr rej.: 275/17 z 30.04.1984 r.);
- kościół pod wezwaniem św. Rocha z 1811 roku (nr rej.: 765 z 13.11.1969 r.);
- zespół pałacowy z ok. 1853 roku (nr rej.: 388/130 z 29.01.1986 r.), w jego skład wchodzą:
  - pałac w Giewartowie
  - park.

W Giewartowie znajdują się źródła rzeki Meszny, wypływającej z Jeziora Powidzkiego.
We wsi znajduje się Szkoła Podstawowa im. Kornela Makuszyńskiego. 

## Linki zewnętrzne

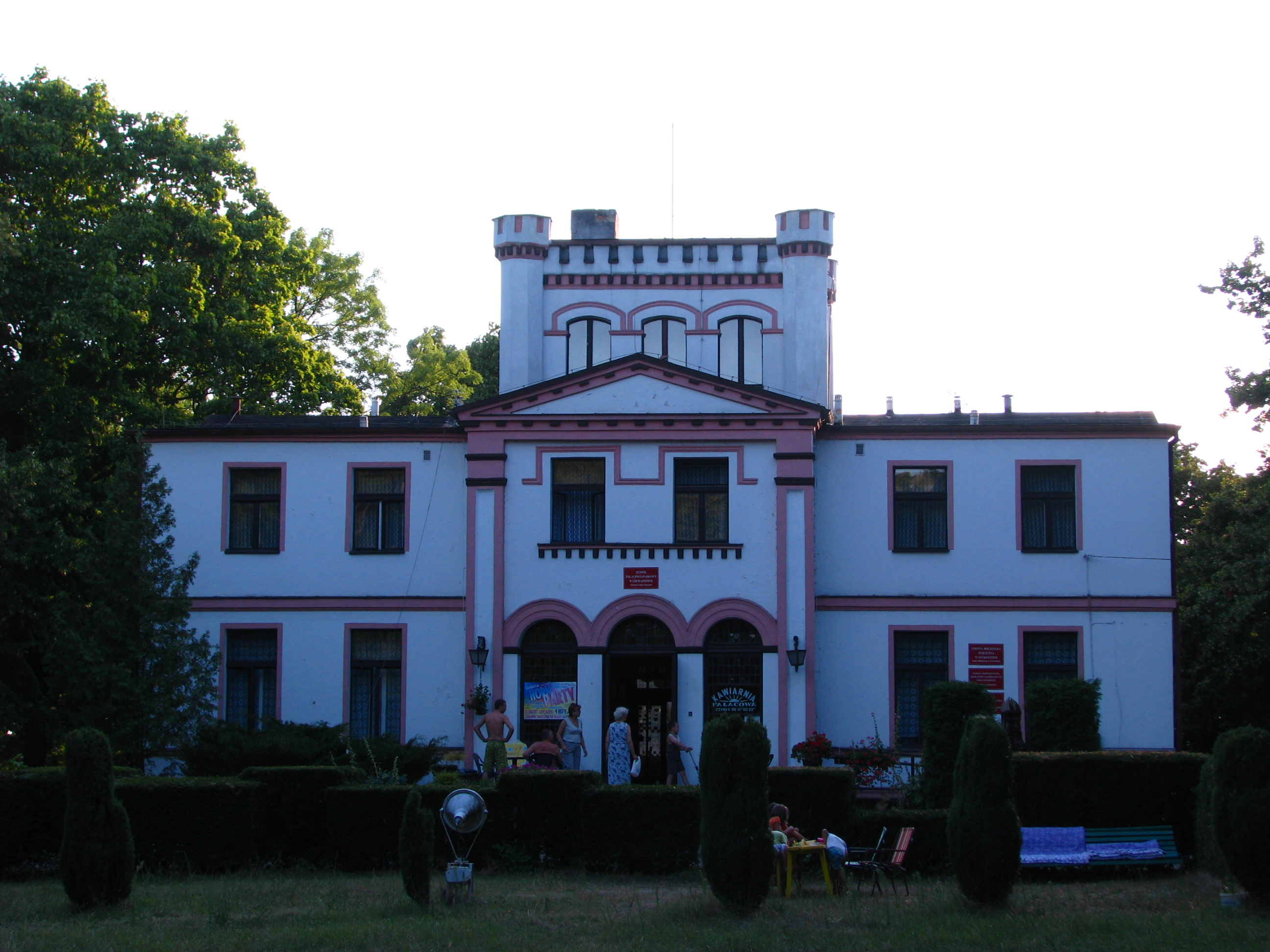
Pałac w Giewartowie

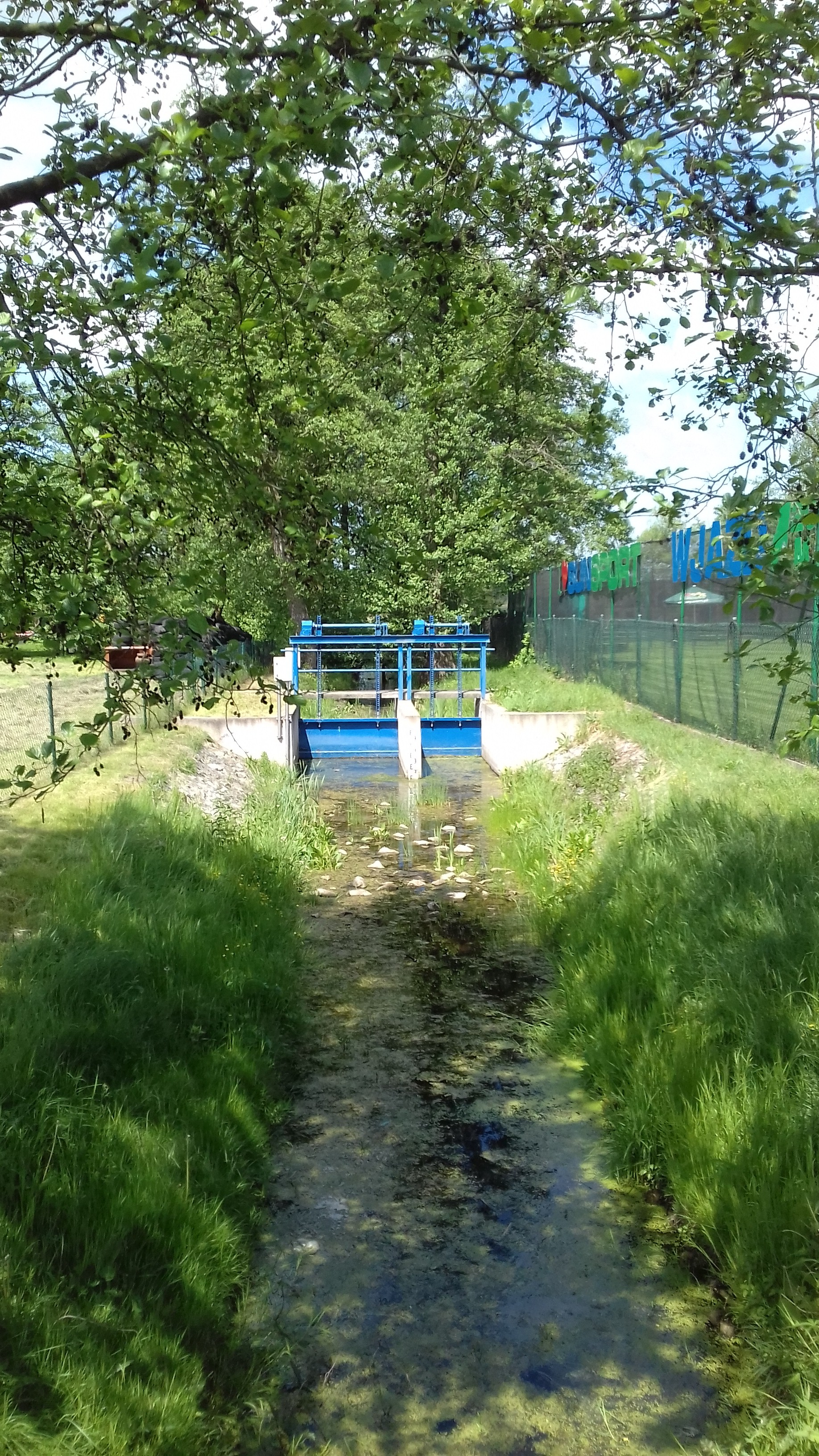
Śluza regulująca wypływ wody z Jeziora Powidzkiego do rzeki Meszny